# Paracleapa psecas
Paracleapa psecas är en fjärilsart som beskrevs av Druce 1901. Paracleapa psecas ingår i släktet Paracleapa och familjen tandspinnare. Inga underarter finns listade i Catalogue of Life.